# 11790 Goode
11790 Goode è un asteroide della fascia principale. Scoperto nel 1978, presenta un'orbita caratterizzata da un semiasse maggiore pari a 2,5658802 UA e da un'eccentricità di 0,2547764, inclinata di 4,19414° rispetto all'eclittica.